# LIVE HISTORIA VISUALIZED T
『LIVE HISTORIA VISUALIZED T』（ライヴ・ヒストリア・ヴィジュアライズ・ティー）は、日本の音楽ユニットTM NETWORKが2022年9月21日にリリースした映像作品。

## 解説
TM NETWORKライヴ配信応援プロジェクトの企画にて、ソニーとエイベックスが共同企画し、既発売されている『LIVE HISTORIA T』及び『LIVE HISTORIA M』では「ROJAM及びR and C在籍時（2000年 - 2008年）」の楽曲は一切未収録であったが、今回はそれらも含め『1984年 - 2021年』まで全ての範囲で厳選収録されている。またエイベックス盤として『LIVE HISTORIA VISUALIZED M』（以降「"M"」と表記）も同時に発売。収録曲は時系列順に『1984年（過去）→2021年（最新）』へと辿り着く順番で収録されている。

## 収録曲
1. Just made it (Opening)
  - 作曲・編曲：小室哲哉

今回書き下ろされた新曲、「"M"」と共通。
2. 金曜日のライオン
  - 作詞・作曲・編曲：小室哲哉

1984年12月5日に渋谷PARCO PARTⅢで行われた「ELECTRIC PROPHET」から収録。
3. FANTASTIC VISION
  - 作詞・作曲・編曲：小室哲哉

1985年10月31日に日本青年館で行われた「DRAGON THE FESTIVAL TOUR」から収録。
4. YOU CAN DANCE
  - 作詞：小室みつ子　作曲・編曲：小室哲哉

1986年8月23日に読売ランド・オープンシアターEASTで行われた「FANKS "FANTASY" DYNA-MIX」から収録。
5. Self Control
  - 作詞：小室みつ子　作曲・編曲：小室哲哉

1987年6月24日に日本武道館で行われた「FANKS CRY-MAX」から収録。
6. Resistance
  - 作詞：小室みつ子　作曲・編曲：小室哲哉

1988年3月15日に国立代々木競技場第一体育館で行われた「KISS JAPAN DANCING DYNA-MIX」から収録。
7. Get Wild '89
  - 作詞：小室みつ子　作曲：小室哲哉　編曲：ピート・ハモンド

1989年8月30日に横浜アリーナで行われた「CAMP FANKS!! '89」から収録。
8. DIVE INTO YOUR BODY
  - 作詞：小室みつ子　作曲・編曲：小室哲哉

1989年8月30日に横浜アリーナで行われた「CAMP FANKS!! '89」から収録。
9. THE POINT OF LOVERS' NIGHT
  - 作詞・作曲・編曲：小室哲哉

1991年3月7日に国立代々木競技場第一体育館で行われた「WORLD'S END II Rhythm Red Live」から収録。
10. JEAN WAS LONELY
  - 作詞・坂元裕二　作曲・編曲：小室哲哉

1992年4月12日に横浜アリーナで行われた「EXPO ARENA FINAL」から収録。
11. 月はピアノに誘われて
  - 作詞・坂元裕二　作曲：木根尚登　編曲：小室哲哉

1992年4月12日に横浜アリーナで行われた「EXPO ARENA FINAL」から収録。
12. DRAGON THE FESTIVAL
  - 作詞・作曲・編曲：小室哲哉

1994年5月18日に東京ドームで行われた「final live LAST GROOVE 5.18」から収録。
13. NIGHTS OF THE KNIFE
  - 作詞：小室みつ子　作曲・編曲：小室哲哉

1994年5月19日に東京ドームで行われた「final live LAST GROOVE 5.19」から収録。
14. MESSaGE
  - 作詞：小室みつ子　作曲・編曲：小室哲哉

2001年1月19日に東京国際フォーラムホールAで行われた「LIVE TOUR Major Turn-Round」から収録。
15. Be Together
  - 作詞：小室みつ子　作曲・編曲：小室哲哉

2003年2月22日に国立代々木競技場第一体育館で行われた「LIVE EPIC 25」から収録。
16. GREEN DAYS
  - 作詞・作曲・編曲：小室哲哉

2004年6月24日に日本武道館で行われた「DOUBLE-DECADE TOUR "NETWORK"」から収録。
17. LOVE TRAIN
  - 作詞・作曲・編曲：小室哲哉

2012年3月20日に幕張メッセで行われた「ALL THAT LOVE -give & give-」から収録。
18. Come on Everybody + Come on Let's Dance
  - 作詞・作曲・編曲：小室哲哉 (Come on Everybody)
  - 作詞：神沢礼江　作曲・編曲：小室哲哉 (Come on Let's Dance)

2012年4月25日に日本武道館で行われた「-Incubation Period-」から収録。
19. GIRL
  - 作詞：神沢礼江　作曲・編曲：小室哲哉

2012年4月25日に日本武道館で行われた「-Incubation Period-」から収録。
20. ALIVE
  - 作詞：小室みつ子　作曲・編曲：小室哲哉

2014年12月10日に東京国際フォーラムホールAで行われた「30th 1984～ QUIT30」から収録。
21. Fool On The Planet ～ ELECTRIC PROPHET
  - 作詞：小室みつ子　作曲：木根尚登　編曲：小室哲哉

2015年3月22日に横浜アリーナで行われた「30th FINAL」から収録。
22. ELECTRIC PROPHET
  - 作詞：小室哲哉　作曲：小室哲哉、木根尚登　編曲：小室哲哉

2021年10月9日にオンライン配信で行われた「How Do You Crash It? one」から収録。